# اندیس مرمریت مائین بلاغ (عبدالحسین پاک نژاد شیرازی)
مرمریت مائین بلاغ(عبدالحسین پاک نژاد شیرازی) یک اندیس مصالح ساختمانی است که در  استان آذربایجان غربی قرار دارد و مادهٔ معدنی موجود در آن، مرمریت است.سنگ میزبان این اندیس سنگ آهک است و دیرینگی آن به دوران الیگومیوسن می‌رسد.